# 1638 Ruanda
1638 Ruanda este un asteroid din centura principală, descoperit pe 3 mai 1935, de Cyril Jackson.